# Formula BMW Racing Game 2003
Formula BMW Racing Game 2003 es un videojuego de carreras con licencia de BMW desarrollado y publicado por elkware para J2ME.

## Jugabilidad
En este juego de carreras con licencia de BMW, solo hay una pista disponible desde el principio. Al superar un límite de tiempo, el jugador puede progresar y participar en la Copa Rookie y, finalmente, pasar al Campeonato de Fórmula BMW. Este juego contiene las 7 pistas alemanas de Fórmula BMW. La conducción se muestra desde una perspectiva en primera persona y hay opciones para ajustar la aerodinámica, las marchas y la suspensión del coche.